# Gihanga
Gihanga é uma das cinco comunas existentes na província de Bubanza, no Burundi.